# 위격적 연합
위격적 연합 (Hypostatic Union) 은 성자 하나님인 그리스도가 인간의 본성을 취하면서 동시에 완전한 하나님으로 계신 것을 나타낼 때 쓰는 신학적 용어이다. 즉 한 위격 안에 신성과 인성이 이루게 됨으로 그리스도의 통일성과 성육신하신 그리스도를 묘사하기 위함이다.
아타나시우스 신경에는 이 교리의 중요성을 인식하여 설명하였으며, 에페소스 공의회와 칼케돈 공의회에서도 정의하였다.

## 같이 보기
- 양성론
- 동일본질